# Incline Village-Crystal Bay
Incline Village-Crystal Bay è stato un census-designated place (CDP) degli Stati Uniti, situato nella Contea di Washoe nello stato del Nevada. A partire dal censimento del 2010 il suo territorio è stato diviso nei due census-designated place di Crystal Bay e Incline Village.
Nel censimento del 2000 la popolazione era di 9 952 abitanti. Apparteneva all'area metropolitana di Reno-Sparks, sulla riva settentrionale del lago Tahoe.

## Geografia fisica
Secondo i rilevamenti dell'United States Census Bureau, la località di Incline Village-Crystal Bay si estendeva su una superficie di 130,6 km², dei quali 74,8 km² erano occupati da terre, mentre 55,8 km² erano occupati dalle acque.

## Popolazione
Secondo il censimento del 2000, a Incline Village-Crystal Bay vivevano 9 952 persone, ed erano presenti 2.735 gruppi familiari. La densità di popolazione era di 133 ab./km². Nel territorio comunale si trovavano 7 664 unità edificate. Per quanto riguarda la composizione etnica degli abitanti, il 90,97% era bianco, lo 0,46% era afroamericano, lo 0,59% era nativo, l'1,57% era asiatico e lo 0,16% proveniva dall'Oceano Pacifico. Il 4,34% della popolazione apparteneva ad altre razze e l'1,91% a più di una. La popolazione di ogni razza ispanica corrispondeva al 12,13% degli abitanti.
Per quanto riguarda la suddivisione della popolazione in fasce d'età, il 19,6% era al di sotto dei 18, il 7,7% fra i 18 e i 24, il 27,7% fra i 25 e i 44, il 33,3% fra i 45 e i 64, mentre infine l'11,7% era al di sopra dei 65 anni di età. L'età media della popolazione era di 42 anni. Per ogni 100 donne residenti vivevano 109,5 maschi.